# Isabelle Bertolone
Isabelle Bertolone (geboren 1990 in Siegen) ist eine deutsche Filmproduzentin.

## Beruflicher Werdegang
Isabelle Bertolone studierte an der HFF München Produktion und Medienwirtschaft.
Noch während ihrer Studienzeit gründete sie 2014 mit ihrem Kommilitonen Benedikt Weber die wirFILM GbR. Im Juni 2015 trat Marius Ehlayil als neuer Gesellschafter in das Unternehmen ein. Zielsetzung war, gesellschaftlich relevante Themen in unterhaltsame, aber auch zum Nachdenken anregende Filme einzubringen.
2018 wurde sie Mitglied der Deutschen Filmakademie.
Isabelle Bertolone ist bei trimafilm als Produzentin tätig. 2024 bildeten trimafilm und die Firma if... Productions von Ingo Fliess eine Bürogemeinschaft und entwickeln auch gemeinsame Projekte.
Bertolones Filme liefen bei den Internationalen Filmfestspielen Berlin 2023 und beim Locarno Film Festival. 2021 gewann der von ihr produzierte Film Regeln am Band, bei hoher Geschwindigkeit den Max Ophüls Preis und den Preis der deutschen Filmkritik.

## Filmografie (Auswahl)
- 2012: OLGA (Ohne Lenkrad geht's auch). Regie: Elisa Maria Nadal / HFF München (Producer für Hochschule für Fernsehen und Film München)
- 2013: Endless Day. Regie: Anna Frances Ewert / HFF München (Producer für Hochschule für Fernsehen und Film München)
- 2014: Nadeshda. Regie: Anna Frances Ewert, Falk Müller / HFF München (Producer für Hochschule für Fernsehen und Film München)
- 2015: Willa. Regie: Helena Hufnagel / Cocofilms (Producer, Produktionsleitung)
- 2015: Ein idealer Ort. Regie: Anatol Schuster / wirFILM Bertolone & Ehlayil GbR (Produzentin)
- 2016: Tage der Jugend. Regie: Yulia Lokshina / wirFILM Bertolone & Ehlayil GbR (Produzentin)
- 2017: Luft. Regie: Anatol Schuster / wirFILM Bertolone & Ehlayil GbR (Produzentin)
- 2017: Gis. Regie: Narges Kalhor / wirFILM Bertolone & Ehlayil GbR (Produzentin)
- 2017: Der Wanderer. Regie: Anatol Schuster / wirFILM Bertolone & Ehlayil GbR (Produzentin)
- 2018: früher oder später – Folgen 1–4. Regie: Pauline Roenneberg / wirFILM Bertolone & Ehlayil GbR (Produzentin)
- 2020: Regeln am Band, bei hoher Geschwindigkeit. Regie: Yulia Lokshina / wirFILM GmbH (Produzentin)
- 2023: A Living Room (Kurzdokumentarfilm) (Produktion: trimafilm, Regie: Verena Kuri)
- 2023: Iron Butterflies (Dokumentarfilm) (Produktion: Babylon'13, Koproduktion: Trimafilm, Isabelle Bertolone, Regie: Roman Liubyi)[5]
- 2024: Jenseits von Schuld (Produktion: Trimafilm, Regie: Katharina Köster, Katrin Nemec)[6]
- 2024: 30 Tage Lust (Fernsehserie) (Produktion: Trimafilm, Regie: Pia Hellenthal, Bartosz Grudziecki)[7]
- 2025: Im Umkreis des Paradieses (Produktion: Trimafilm, Regie: Yulia Lokshina)
- 2025: Etwas ganz Besonderes (Kinospielfilm) (Produktion: Trimafilm, Koproduktion: if...Productions, Komplizenfilm, Regie: Eva Trobisch)
- 2026: Die andere Seite (Produktion: Trimafilm, Koproduktion: Rundfilm, Regie: Mariko Minoguchi)[8]

## Nominierungen und Auszeichnungen
- 2014: Producerin des Gewinnerfilms des deutschen Menschenrechts-Filmpreises, Kategorie Hochschule: Nadeshda (Producer für HFF München: Isabelle Bertolone, Regie: Anna Ewert, Falk Müller)[9]
- 2015: Internationale Filmfestspiele Berlin: Bester Film der Sektion Perspektive Deutsches Kino: Ein idealer Ort (Produzentin: Isabelle Bertolone, Regie: Anatol Schuster)
- 2017: Nominierung für den First Steps Award: Luft (Produzentin: Isabelle Bertolone, Regie: Anatol Schuster)
- 2018: First Step Award und Megaherz Student Award: Früher oder später (Dokuserie) (Produzentin: Isabelle Bertolone, Regie: Pauline Roenneberg)
- 2021: Max Ophüls Preis, Healthy Workplaces Award (Doclisboa), Preis der deutschen Filmkritik: Regeln am Band, bei hoher Geschwindigkeit (Produzentin: Isabelle Bertolone, Regie: Yulia Lokshina)
- 2024: Locarno Film Festival (Semaine de la Critique): Jenseits von Schuld (Produktion: Trimafilm, Regie: Katharina Köster, Katrin Nemec)